# Suore dell'Assunzione della Santa Vergine
Le suore dell'Assunzione della Santa Vergine (in francese sœurs de l'Assomption de la Sainte-Vierge) sono un istituto religioso femminile di diritto pontificio: le suore di questa congregazione pospongono al loro nome le sigla S.A.S.V.

## Storia
La congregazione fu fondata nel 1853 a Saint-Grégoire (Québec) dal sacerdote Jean-Marie Harper; nel 1872 la casa madre venne trasferita a Nicolet e nel 1885, quando si formò la diocesi di Nicolet staccata da quella di Trois-Rivières, le suore dell'istituto passarono alle dipendenze dei vescovi di Nicolet.
Il decreto di lode fu concesso all'istituto da papa Pio XI il 12 luglio 1923; la congregazione ottenne l'approvazione definitiva della Santa Sede il 23 febbraio 1957.

## Attività e diffusione
Le suore si dedicano all'istruzione e all'educazione della gioventù e alla formazione di insegnanti.
Oltre che in Canada, sono presenti negli Stati Uniti d'America, in Brasile, in Ecuador, in Giappone e ad Haiti; la sede generalizia è a Nicolet.
Alla fine del 2008 la congregazione contava 549 suore in 52 case.